# Cheryl Morgan
Cheryl Morgan, američka urednica i kritičarka znanstvenofantastične književnosti, bavi se programiranjem, web dizajnom, novinarstvom i ekonomijom natjecateljskih tržišta el. energije.

## Životopis
Cheryl je trenutačno upraviteljica zaklade BristolCon, vlasnica izdavačke kuće Wizard’s Tower Press i Wizard’s Tower Bookstore, urednica online magazina Salon Futura, osnivač i predsjednica Science Fiction & Fantasy Translation Awards te predsjednica San Francisco Science Fiction Conventions, Inc. Uz sve navedeno članica je organizacija: Science Fiction Research Association i International Association for the Fantastic in the Arts.
Neko je vrijeme bila urednica i izdavač online magazina Emerald City (u to vrijeme magazin je dobio prestižnu nagradu Hugo) te glasnogovornica Zaklade za spekulativnu literaturu. Sudjelovala je u organizaciji Worldcona u Glasgowu 2005., osnivač je i urednica informativne web stranice Science Fiction Awards Watch, koja prati sve žanrovske nagrade. Nadalje je bila site manager i član marketinškog odbora za nagradu Hugo, menadžerica za odnose s javnošću za World Fantasy Convention u San Joséu, 2009. te urednica za publicistiku i esejistiku pri magazinu Clarkesworld Magazine. Cheryl je ujedno doprinijela zbirci The Arthur C. Clarke Award: A Critical Anthology (2006.).
Osim 4 dobivene nagrade Hugo, nominirana je za cijeli niz žanrovskih nagrada; 8 x za Hugo, 3 x za australsku nagradu Ditmar te 1 x za British Science Fiction Association Award kao i Galactic Suburbia Award i World Fantasy Award.

## Nagrade
- 2004.  nagrada Hugo za najbolji fanzin Emerald City
- 2009. nagrada Hugo za najboljeg fanovskog pisca
- 2010. nagrada Hugo za najbolji poluprofesionalni magazin Clarkesworld Magazine
- 2011. nagrada Hugo za najbolji poluprofesionalni magazin Clarkesworld Magazine